# Miyagi Michio

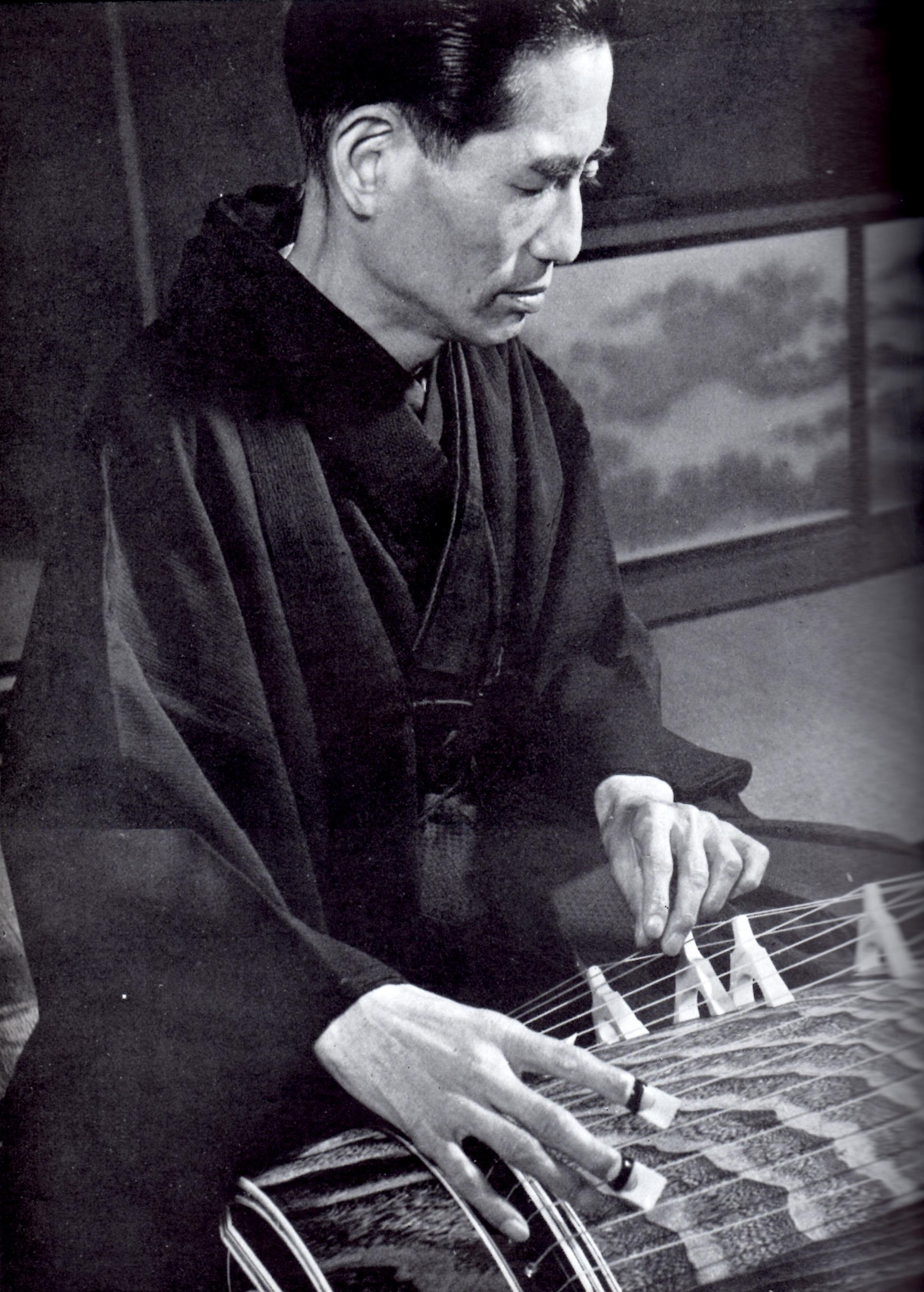
Miyagi Michio

Michio Miyagi (宮城 道雄) (Kōbe, 7 aprile 1894 – Kariya, 25 giugno 1956) è stato un musicista giapponese famoso per la sua abilità nel suonare il koto.

## Biografia
Nato a Kōbe, divenne cieco nel 1902, all'età di 8 anni. Da allora cominciò a studiare il koto con il maestro Nakajima Kengyo II, dedicando poi tutta la sua vita a questo strumento. Nel 1907 traslocò a Incheon, nella Corea del Sud, all'epoca colonia giapponese. Completò la sua prima composizione, intitolata Mizu no Hentai (Variazioni d'acqua), a 14 anni d'età. A 18 il suo maestro lo riconobbe come suo pari e gli assegnò il titolo di "kengyo", il massimo livello per un suonatore di koto.
Nel 1917 Miyagi andò a Tokyo e nel 1919 per la prima volta tenne un concerto basato unicamente sulle sue composizioni. Dal 1920 divenne noto in tutto il Giappone e fu riconosciuto come uno dei rappresentanti della Nuova Musica Giapponese insieme a  Seifu Yoshida e a Nagayo Motoori.
Nel 1929 compose il suo pezzo più famoso, titolato Haru no Umi (Il mare di primavera).
Nel 1930 divenne insegnante presso l'Università delle belle Arti di Tokyo. Nel 1932 incise insieme a Renée Chemet una versione di Haru-no-umi per koto e violino, nella trascrizione della stessa violinista francese. L'incisione ebbe molto successo in tutto il mondo.
Miyagi morì nel 1956 cadendo da un treno in Kariya, nella provincia di Aichi, durante un tour.
Ha scritto più di 500 brani per koto e ha creato due modelli nuovi di koto a 17 e 80 corde. Ha scritto anche diversi saggi, di cui il più noto è Ame no Nenbutsu.